# راندي بايبر
راندي بايبر (بالإنجليزية: Randy Piper)‏ هو عازف قيثارة وموسيقي أمريكي، ولد في 13 أبريل 1953 في سان أنطونيو في الولايات المتحدة.

## وصلات خارجية
- راندي بايبر على موقع ميوزك برينز (الإنجليزية)
- راندي بايبر على موقع ديسكوغز (الإنجليزية)